# Đơn vị bầu cử Wentworth
Đơn vị bầu cử Wentworth là một đơn vị bầu cử liên bang Úc ở tiểu bang New South Wales. Nó được thành lập năm 1900 và là một trong 75 đơn vị bầu cử liên bang đầu tiên kể từ cuộc bầu cử liên bang khóa 1. Khu vực này được đặt tên theo William Charles Wentworth (1790–1872), nhà thám hiểm và một trong những lãnh đạo kỳ cựu của New South Wales thời kỳ đầu.  Năm 1813 ông cùng với Blaxland và Lawson vượt qua Dãy núi Blue.
Wentworth là hạt bầu cử liên bang nhỏ thứ nhì trên cả nước, với diện tích chỉ 38 kilômét vuông (15 dặm vuông Anh), bao gồm vùng Woolloomooloo dọc theo bờ nam của Cảng Sydney đến Vịnh Watsons và dọc theo bờ biển đến Clovelly—một diện tích rất lớn đối ở vùng Ngoại ô phía đông thành phố Sydney. Ranh giới phía tây của vùng trùng theo các tuyến Phố Oxford, Phố Flinders và Phố South Dowling Đường, sau đó đó đi theo phía đông qua các đường Alison, Trường đua Randwick và Bãi biển Clovelly. Nó bao gồm các vùng ngoại ô Bellevue Hill, Ben Buckler, Bondi, Bondi Beach, Bondi Junction, Bronte, Centennial Park, Darling Point, Double Bay, Dover Heights, Edgecliff, Moore Park, North Bondi, Paddington, Point Piper, Queens Park, Rose Bay, Rushcutters Bay, Tamarama, Vaucluse, Watsons Bay, Waverley, và Woollahra; cũng như một phần của các vùng Clovelly, Darlinghurst, East Sydney, Elizabeth Bay, Kings Cross, Potts Point, và Randwick.